# Passy, Haute-Savoie
Passy là một xã trong tỉnh Haute-Savoie thuộc vùng Rhône-Alpes đông nam Pháp.
Located there is the Sancellemoz sanatorium, where Professor Marie Curie died.
Lac Vert is located in the commune.